# Jan Kowalczuk

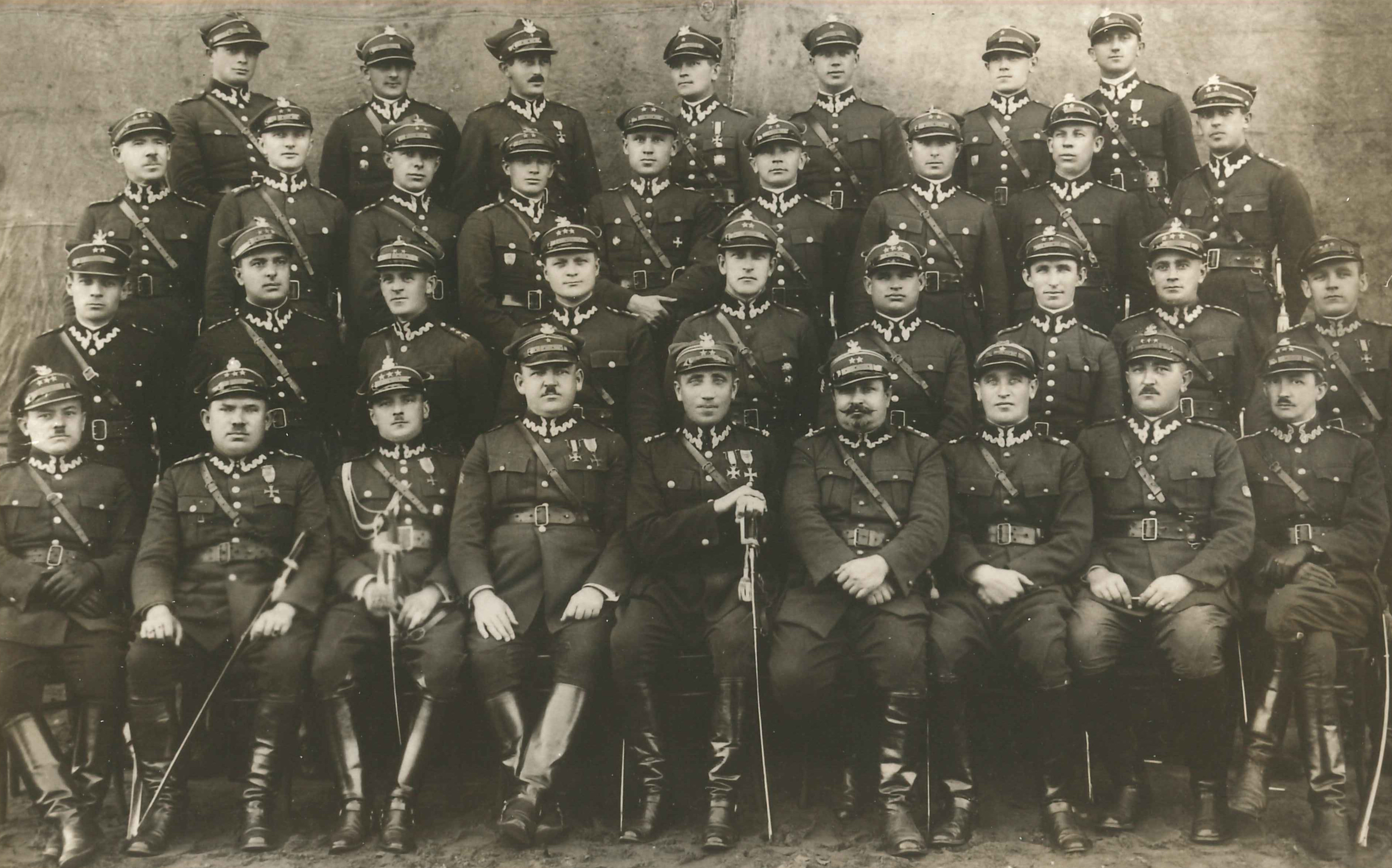
Kadra oficerska 14 pułku piechoty w II połowie 1928 roku. Od prawej siedzą (I rząd od dołu): kpt. Stanisław Pietrzyk, kpt. Emil Zawisza, mjr Julian Czubryt, ppłk lek. Ewaryst Wąsowski, ppłk Ignacy Misiąg, mjr Mikołaj Świderski, kpt. Stanisław Trojan, kpt. Ludwik Wlazełko i kpt. Józef Tkaczyk. W II rzędzie od dołu jaki drugi z prawej stoi kpt. Jan Kowalczuk.

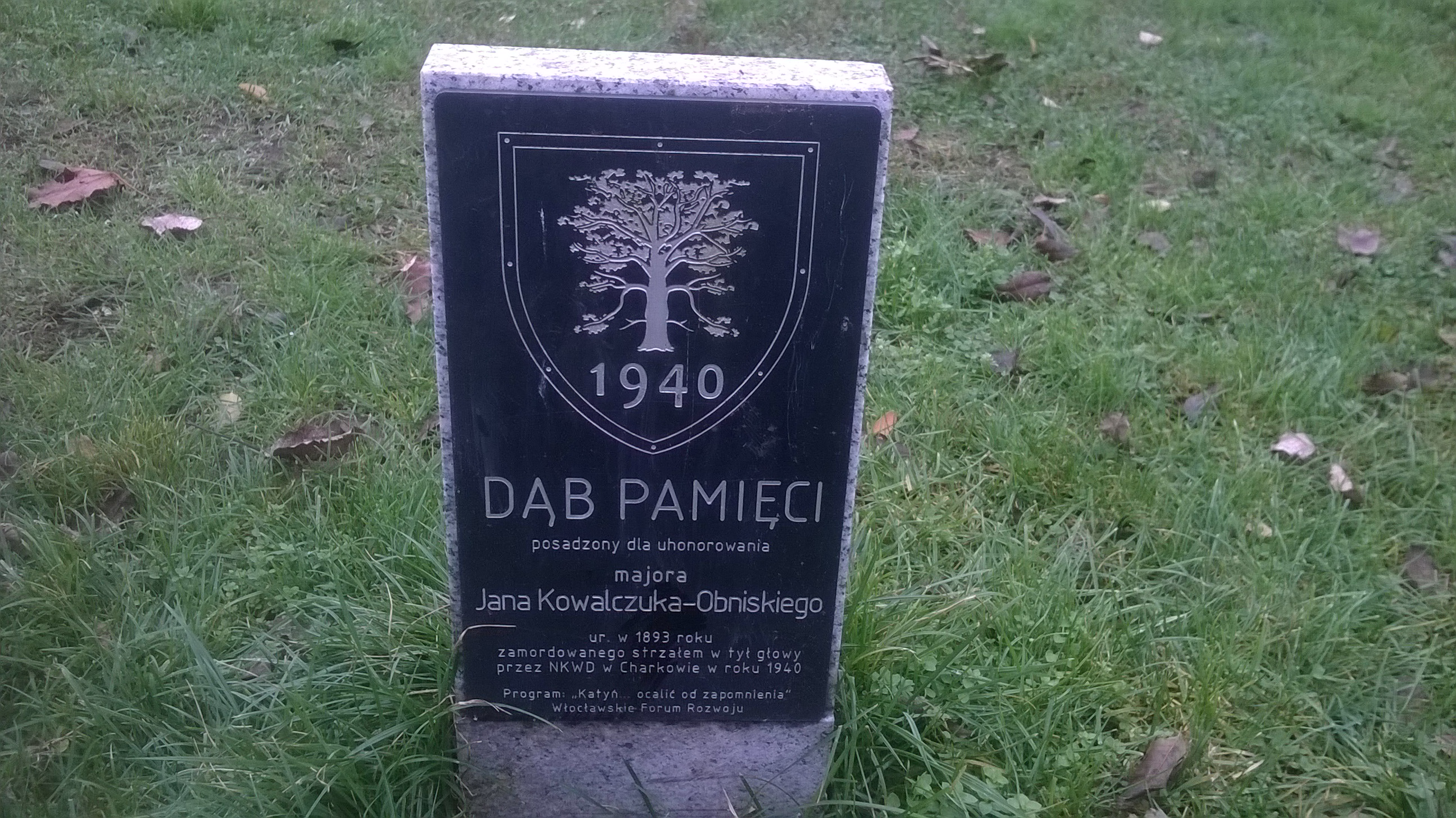
Tabliczka przy Katyńskim Dębie Pamięci mjr Jana Kowalczuka-Obniskiego we włocławskim Parku im. W. Łokietka.

Jan Kowalczuk (ur. 13 czerwca 1893 w Drohiczynie, zm. wiosną 1940 w Charkowie) – kapitan piechoty Wojska Polskiego, ofiara zbrodni katyńskiej.

## Życiorys
Syn Stanisława i Zofii z Jurczuków urodzony w Drohiczynie nad Bugiem. Podczas I wojny światowej walczył w armii Imperium Rosyjskiego. Od 1 listopada 1916 służył w 1 Kaukaskiej Brygadzie Zapasowej, a od 27 czerwca 1917 w 2 Kaukaskim pułku pogranicznym, na stanowisku dowódcy plutonu. Z dniem 8 marca 1918 został dowódcą plutonu w 2 Ormiańskim pułku strzelców. Od połowy 1918 pełnił służbę w 4 Dywizji Strzelców Polskich dowodzonej przez gen. Lucjana Żeligowskiego, jako dowódca plutonu karabinów maszynowych (był dwukrotnie ranny).
Uczestnik kampanii ukraińskiej i wojny polsko-bolszewickiej  (od 1 lipca 1919 dowodził plutonem w 14 pułku piechoty). Następnie przydzielony został, jako oficer ordynansowy, do dowództwa VII Brygady Piechoty (od 12 września 1920 do 28 kwietnia 1921).  
Na dzień 1 czerwca 1921 w stopniu porucznika pełnił służbę w 14 pułku piechoty z Włocławka. Od dnia 1 lutego 1922 przebywał na kursie w warszawskiej Szkole Podchorążych. Z kursu tego powrócił 18 lipca 1922 i objął dowodzenie nad kompanią w 14 pułku piechoty. Dekretem Naczelnika Państwa i Wodza Naczelnego z dnia 3 maja 1922 (dekret L. 19400/O.V.) został zweryfikowany w stopniu porucznika ze starszeństwem z dnia 1 czerwca 1919 i 1510. lokatą w korpusie oficerów piechoty. W dniach od 25 listopada 1922 do 29 stycznia 1923 zapoznawał się z pracą wyższych dowództw w Oddziale I Dowództwa Okręgu Korpusu Nr VIII w Toruniu, a w okresie od 29 lipca 1923 do 14 grudnia 1923 przebywał na kursie w toruńskiej Centralnej Szkole Strzelniczej. W 1924 odbył (07.04.1924 – 27.07.1924) kurs oficerów żywnościowych przy Kierownictwie Rejonowym Intendentury w Toruniu. Służąc we włocławskim pułku zajmował w 1923 1351. lokatę wśród poruczników korpusu piechoty, a w roku 1934 – 502. lokatę.
Awansowany do stopnia kapitana w korpusie oficerów piechoty został ze starszeństwem z dnia 1 stycznia 1928 i 26. lokatą. Od 20 listopada 1928 pełnił funkcję adiutanta batalionu w 14 pp. W 1930 zajmował 1536. lokatę łączną wśród kapitanów piechoty (była to jednocześnie 24. lokata w starszeństwie). Na dzień 16 września 1930 zajmował stanowisko oficera taborowego w 14 pułku piechoty i jednocześnie dowodził drużyną dowódcy pułku.
Zarządzeniem Ministra Spraw Wojskowych marszałka Józefa Piłsudskiego (opublikowanym w dniu 20 września 1930) ogłoszono jego zwolnienie (w korpusie oficerów piechoty) z zajmowanego stanowiska, z pozostawieniem bez przynależności służbowej i równoczesnym oddaniem do dyspozycji właściwego dowódcy Okręgu Korpusu. W stan spoczynku został przeniesiony z dniem 31 marca 1931.
W 1934 jako kapitan stanu spoczynku zajmował 3. lokatę w swoim starszeństwie w korpusie oficerów piechoty (starszeństwo z dniem 1 stycznia 1928). Znajdował się wówczas w ewidencji PKU Bielsk Podlaski i przynależał do Oficerskiej Kadry Okręgowej Nr IX (przewidziany był do użycia w czasie wojny).
W czasie kampanii wrześniowej we wrześniu 1939 został zmobilizowany i wziął udział w obronie twierdzy w Brześciu nad Bugiem. Po agresji ZSRR na Polskę wzięty do niewoli sowieckiej i przewieziony do obozu w Starobielsku. Wiosną 1940 został zamordowany przez funkcjonariuszy NKWD w Charkowie i pogrzebany potajemnie w bezimiennej mogile zbiorowej w Piatichatkach, gdzie od 17 czerwca 2000 mieści się oficjalnie Cmentarz Ofiar Totalitaryzmu w Charkowie. Figuruje na Liście Starobielskiej NKWD, pod poz. 4027.
Jan Kowalczuk był żonaty i miał syna.

## Upamiętnienie
W ramach akcji „Katyń... pamiętamy” / „Katyń... Ocalić od zapomnienia”, w 2010 zasadzony został Dąb Pamięci we włocławskim Parku im. Władysława Łokietka, poświęcony majorowi Janowi Kowalczukowi-Obniskiemu . 
5 października 2007 minister obrony narodowej Aleksander Szczygło mianował go pośmiertnie na stopień majora. Awans został ogłoszony 9 listopada 2007 w Warszawie, w trakcie uroczystości „Katyń Pamiętamy – Uczcijmy Pamięć Bohaterów” (na listach katyńskich figuruje pod nazwiskiem Kowalczuk-Obniski). 

## Odznaczenia
- Krzyż Walecznych[c][2]
- Medal Międzysojuszniczy „Médaille Interalliée”[25] (1925)
- Medal Pamiątkowy za Wojnę 1918–1921[2]